# Eobalaenoptera
Eobalaenoptera es un género extinto de misticeto representado por una sola especie, Eobalaenoptera harrisoni. Fue descrito en 2004 por investigadores del Museo de Historia Natural de Virginia.

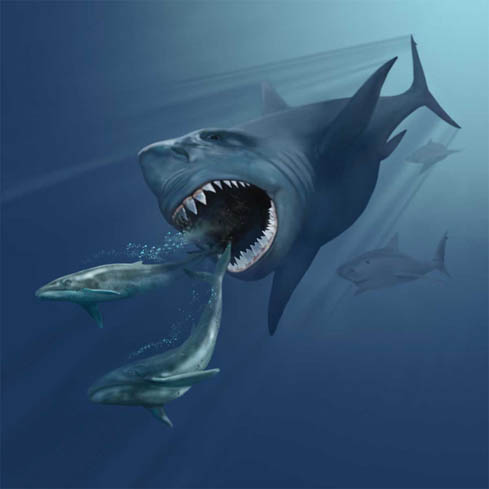
Representación artística de un Megalodon persiguiendo dos Eobalaenoptera

Los investigadores describieron la especie a partir de un esqueleto incompleto encontrado en 1990 en el condado de Caroline (Virginia), donde existió un océano prehistórico, a mediados del Mioceno. El esqueleto de 11 m de longitud, tiene una morfología similar a dos familias de cetáceo modernas familias - Balaenopteridae y Eschrichtiidae.
La edad estimada del esqueleto fue de 14 millones de años, haciendo esta especie la más antigua que se conoce de este clado por tres a cinco años de diferencia. Esto también disminuyó la brecha entre los primeros fósiles conocidos y el momento estimado en que este grupo se separó de los otros misticetos. Los análisis de ADN consideran que esta divergencia ocurrió hace unos 25 millones de años.
El nombre del género Eobalaenoptera refleja las similitudes entre este fósil y los esqueletos del género Balaenoptera como el rorcual aliblanco; eo- es un prefijo que significa abajo. El nombre de la especie fue asignado en honor a Carter Harrison, un voluntario del Museo de Virginia.